# Chierry
Chierry är en kommun i departementet Aisne i regionen Hauts-de-France i norra Frankrike. Kommunen ligger  i kantonen Château-Thierry som ligger i arrondissementet Château-Thierry. År 2022 hade Chierry 1 169 invånare.

## Befolkningsutveckling
Antalet invånare i kommunen Chierry
Referens: INSEE